# 西福寺 (台東区)

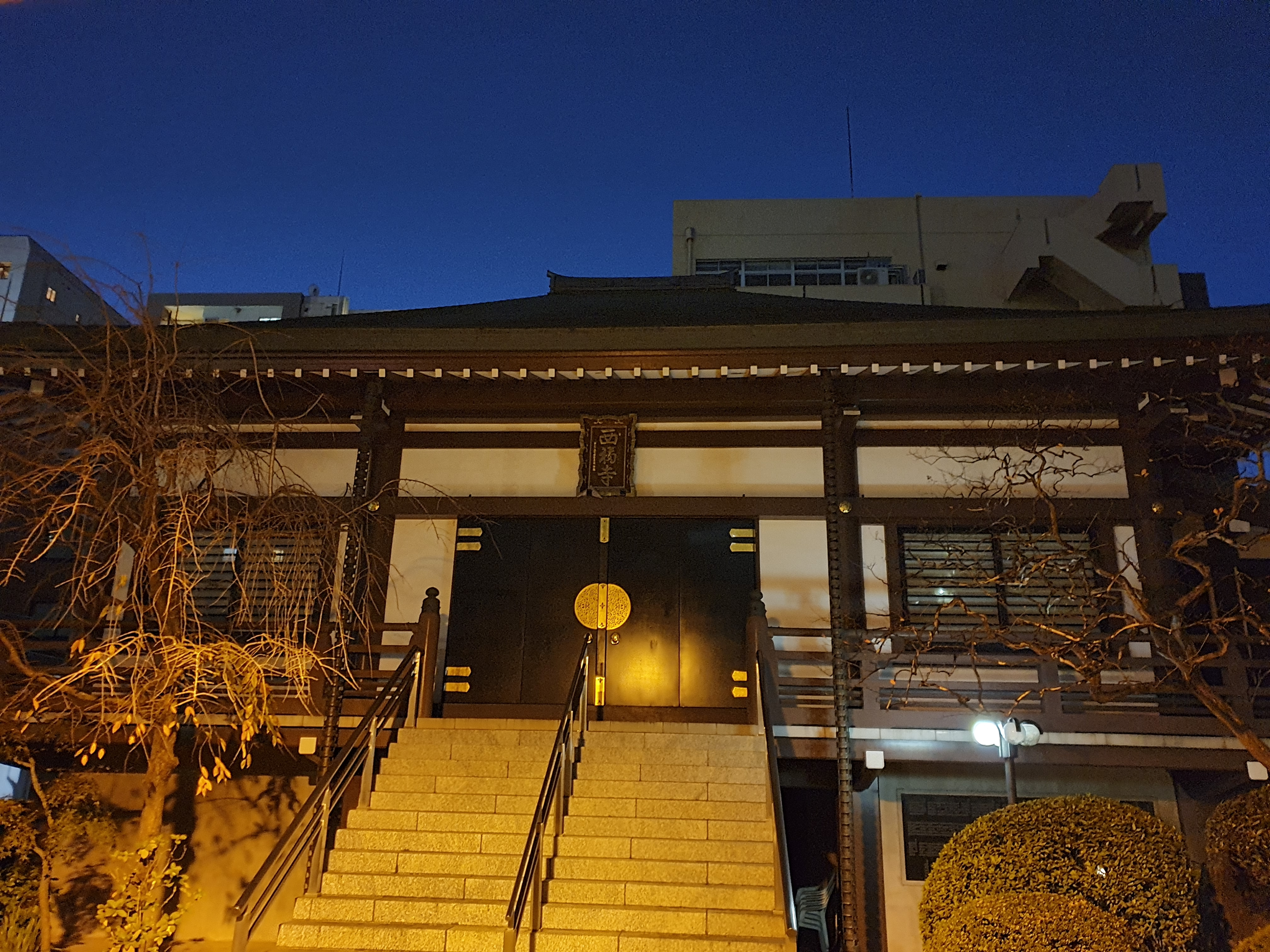
夜の西福寺

西福寺（さいふくじ）は、東京都台東区にある浄土宗の寺院。通称は「松平西福寺」であるが、法人名は「宗教法人 西福寺」である。

## 歴史
天正2年（1574年）、徳川家康の開基である。元々は徳川家の本拠地だった駿河国府中（現・静岡県静岡市）に位置していたが、慶長13年（1608年）に江戸駿河台に移転し、寛永15年（1638年）に現在地に移転した。かつては境内が7,000坪もあった大寺院であった。
隣には、家康を祀った「松平神社」があったが、関東大震災に罹災したため、現在は鳥越神社に合祀されている。

## 墓所
- 勝川春章（浮世絵師）
葛飾北斎（門下生時代の名は「勝川春朗」）の師匠である。東京都旧跡に指定[3]。
- 彰義隊の戦死者の墓
官軍に憚って、「南無阿弥陀仏」の文字のみの墓である。132体を葬ったという[3]。
- 曾我廼家五九郎（喜劇俳優）
- 高嵩谷（絵師）

## 寺宝等

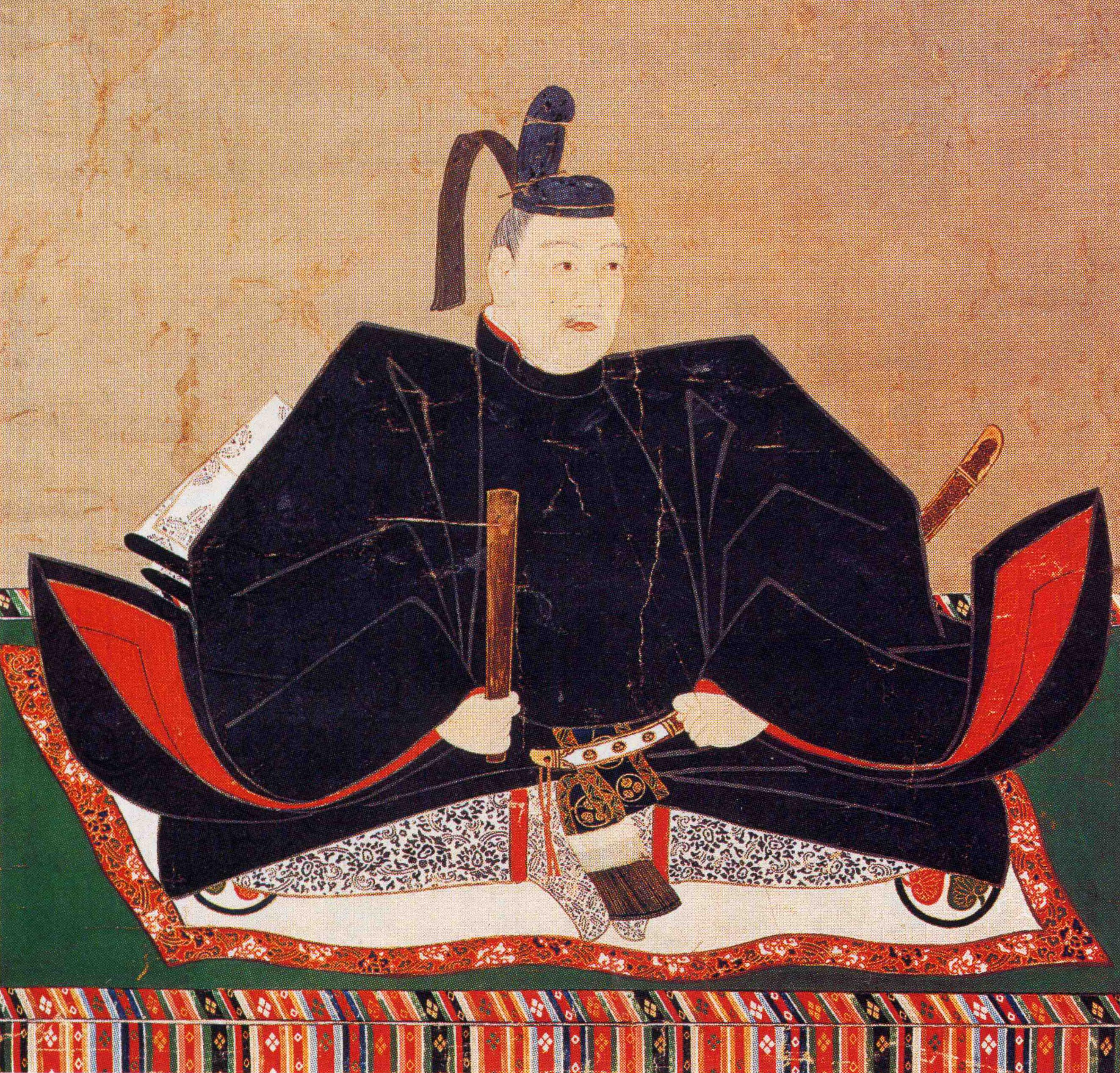
徳川秀忠像

## 交通アクセス
- 蔵前駅A3出口より徒歩約2分（経路案内）。